# 愛未
愛未（あいみ、1982年8月6日 - ）は、東京都出身の女性ファッションモデル。パーフィットプロダクション所属。

## 来歴
休刊した『PINKY』の専属モデルであった。

## 人物
- 趣味は音楽鑑賞。 特技はテニス、琴[1]。
- 長所は明るくて素直、マイペースでポジティブ。短所は喜怒哀楽が激しい、負けず嫌い。
- 口癖は『マジで!?』。
- 将来の夢はみんなから憧れられるような素敵な女性になる事。
- よく行くショッピングスポットは表参道、渋谷、伊勢丹、丸井、ラフォーレ原宿。
- 自分の一言でいうとマイペースな人[2]。

## 出演

### テレビドラマ
- コールセンターの恋人（2009年7月期、テレビ朝日）- 中谷 あさり 役
- 逃亡弁護士(2010年7月期、フジテレビ)
- ナサケの女〜国税局査察官〜 第4話（2010年11月11日、テレビ朝日）- まり役
- 日曜ナイトドラマ「霊能力者 小田霧響子の嘘 第6話（2010年11月14日、テレビ朝日）- 社員 役
- 日曜ナイトドラマ「Dr.伊良部一郎」第7話（2011年3月20日、テレビ朝日）- 保母役
- CSオリジナルドラマ「おくさまは18歳」（2011年3月27日〜  - 、フジテレビTWO）- 教師役
- ハングリー! 第5話（2012年2月7日、関西テレビ）
- ガールズトーク〜十人のシスターたち〜 第15 - 16話（2012年11月6日、テレビ朝日） - 望美 役
- そこをなんとか2 第6話（2014年9月7日、NHK BSプレミアム） - 沢村恵 役

### 舞台
- はなぽっこん 〜人間以上妖怪未満〜 SECOND IMPACT（2011年4月6日 - 10日 文化シヤッター BXホール）
- はなぽっこん 〜人間以上妖怪未満〜 THIRD IMPACT（2011年7月14日 - 18日 文化シヤッター BXホール）
- はなぽっこん 〜人間以上妖怪未満〜 FOURTH IMPACT（2011年9月29日 - 10月2日 キンケロシアター）
- MODEL'S HEART -Love's Agent-（2012年4月25日 - 30日 文化シヤッター BXホール）

### CM
- ネスカフェ「カプチーノ」劇場告知（2003年1月 - 2003年12月）
- Mars「M&M chocolate」（2003年6月 - 2004年6月）
- 旅行情報誌「Vee Travel」（2003年6月 - 2004年6月）
- ユニクロ（2005年9月 - 2006年6月）
- 美人飲料 メインキャラクター（2006年7月 - 2006年10月）
- 池袋メトロポリタン（2006年3月 - 2007年2月）
- ロート製薬「アルガード　鼻炎クールアップEX」（2012年1月21日 - 6月30日）

### ラジオ
- Fascino Time

### スチル
- ボーダフォン
- NTTドコモ
- マイクロソフト
- 伊勢丹
- 髙島屋
- 東武百貨店
- 京王百貨店
- 丸井

### 雑誌
- 『PINKY』
- 『MORE』
- 『with』
- 『Colorful』
- 『ゼクシィ』
- 『グレースフルウェディング』
- 『Gainer』
- 『OZマガジン』
- 『デジタルef』
- 『Looks!』
- 『25ansウエディング』
- 『OZウェディング』
- 『BEACH GIRLS』

### ショー
- 東京モーターショー2005
- 東京ガールズコレクション2007

### 映画
- 君へ。（2011年9月公開、キュリオスコープ） - 佐藤夏海 役